# Chambre des pairs (Japon)
Pour les articles homonymes, voir Chambre des pairs (homonymie).
La Chambre des pairs (貴族院, Kizoku'in) était la chambre haute de la Diète impériale, le parlement japonais, sous le régime de la Constitution Meiji, en place du 11 février 1889 au 3 mai 1947. Elle est remplacée par la Chambre des conseillers, créée par la constitution japonaise de 1947. 

## Une chambre reposant sur lekazokuet le modèle britannique

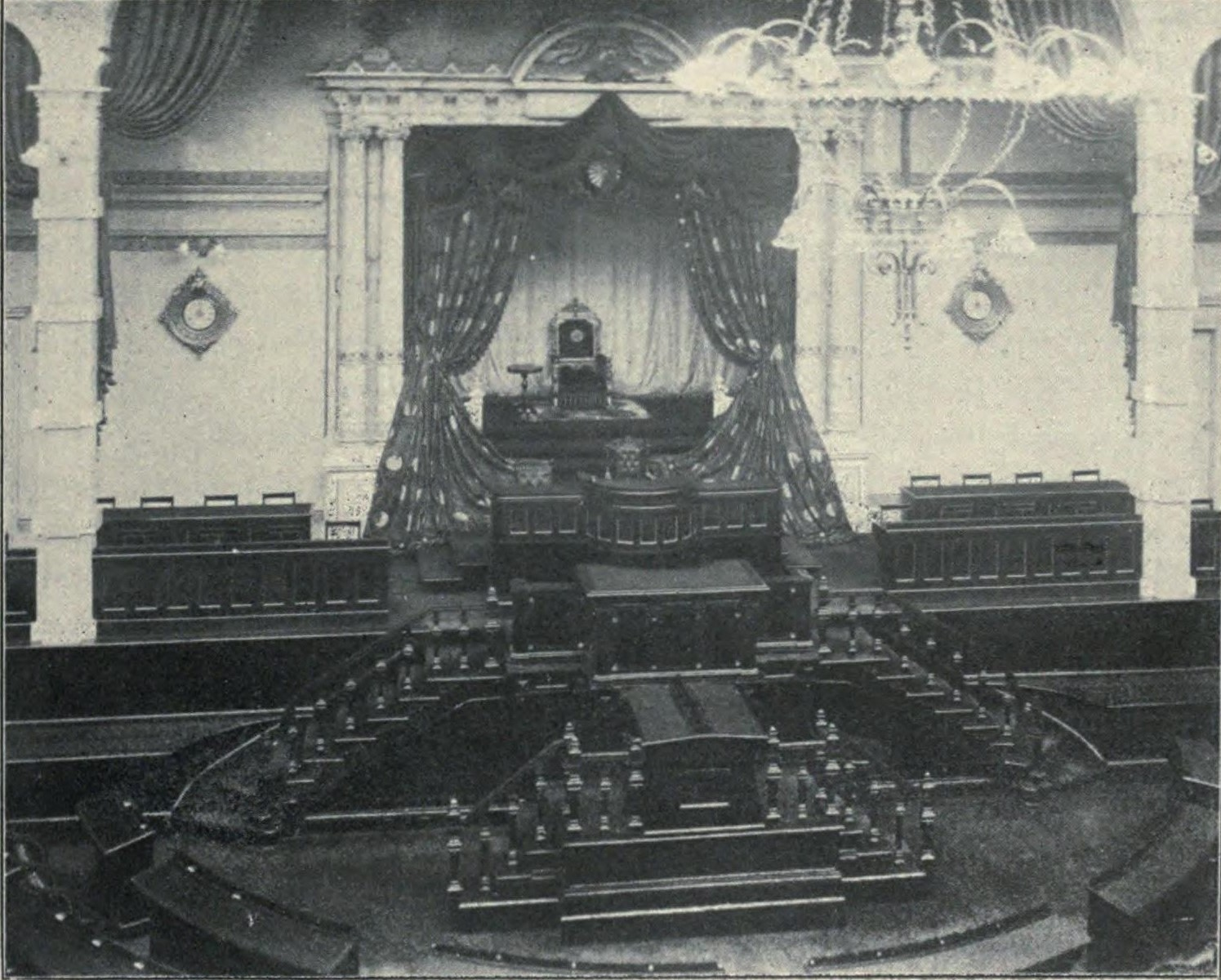
Hémicycle de la Chambre des pairs en 1910.

Cette chambre est alors calquée sur le modèle britannique de la Chambre des lords, et repose sur la nouvelle organisation aristocratique du kazoku créée lors de la révolution Meiji en 1869 par fusion des anciens kuge (la noblesse de cour) et daimyo (la noblesse terrienne féodale). Une ordonnance de 1884 divise le kazoku en cinq rangs repris de la noblesse britannique mais dont les titres en japonais reprennent les noms traditionnels de l'ancienne aristocratie chinoise :
- prince ou duc (公爵, Kōshaku?, 11 à l'origine) : les Go-seike (les cinq branches du clan Fujiwara qui pouvaient autrefois accéder au rang de régent, à savoir les familles Konoe, Takatsukasa, Kujo, Ichijō et Nijō) et la famille de l'ancien shogun Yoshinobu Tokugawa,
- marquis (侯爵, Kōshaku?, 24 à l'origine) : tous les clans du kuge à l'exception des Go-seike (soit 14 familles), à quoi s'ajoutent l'ancienne famille royale des Ryūkyū (la famille Sho), les chefs des branches primaires (shinpan daimyō) de la famille Tokugawa et les anciens daimyo dont les revenus en riz de leurs territoires dépassaient les 150 000 koku,
- comte (伯爵, Hakushaku?, 76 à l'origine) : les chefs des branches secondaires de la famille Tokugawa et les anciens daimyo dont les revenus en riz de leurs territoires étaient compris entre 50 000 et 150 000 koku,
- vicomte (子爵, Shishaku?, 324 à l'origine) : les anciens daimyo dont les revenus en riz de leurs territoires étaient compris entre environ 25 000 et 50 000 koku,
- baron (男爵, Danshaku?, 74 à l'origine) : les anciens daimyo dont les revenus en riz de leurs territoires étaient compris entre environ 10 000 et 25 000 koku.

En 1904, un amendement permet aux princes mineurs de la famille impériale de renoncer à leurs droits de successions et donc à prendre un titre de kazoku soit dans leur plein droit (un titre est alors créé pour eux), soit pour être adopté par l'un des pairs existants. À partir de cette époque le nombre de kazoku ne cesse de croître : 509 en 1884, ils sont 954 en 1928 et enfin 1016 en 1944.

## La composition de la Chambre

### Le fonctionnement initial

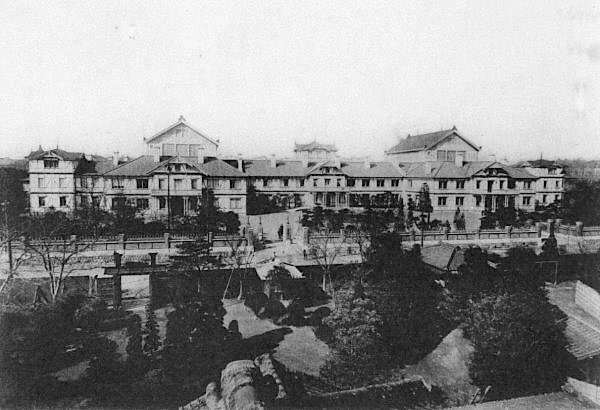
Le second palais de la Diète impériale, en fonction de 1891 à 1925

La constitution de 1889 définit ainsi la composition de la chambre des pairs, en l'organisant en six collèges (ou types de membres) différents :
- le prince héritier à partir de ses 18 ans.
- tous les princes impériaux (親王, shinnō?, fils et petits-fils d'empereur) et tous les princes (王, ō?, descendant à plus de deux générations d'un empereur) à partir de l'âge de 20 ans.
- tous les princes/ducs et marquis à partir de l'âge de 25 ans.
- des représentants élus par les comtes, vicomtes et barons âgés de 25 ans pour un mandat de 7 ans : le nombre de délégués pour chacun de ces trois titres correspondant à au plus un cinquième du nombre total de nobles correspondant à représenter.
- des membres additionnels nommés à vie par l'empereur après avoir consulté son Conseil privé, distingués pour leur « érudition » ou pour services rendus. Leur nombre doit être tel que, cumulé avec les représentants des classes censitaires supérieures, il ne doit pas dépasser le nombre d'aristocrates membres de la chambre.
- 43 représentants (1 par préfecture non urbaine) élus pour 7 ans par les 6 000 membres de la classe censitaire la plus importante.

La première chambre, de 1889 à 1890, était composée de 145 membres héréditaires et de 106 membres roturiers, soit 251 membres. 
Ce nombre ne cesse d'évoluer au fil du temps, en fonction des accès à la majorité de nouveaux kazoku, des décès, des nominations ou des créations de nouveaux titres, comme suit : 
- mai 1894 : 292 membres.
- mai 1895 : 292.
- mai 1896 : 296.
- mars 1897 : 300.
- décembre 1898 : 325.
- décembre 1899 : 323.
- mai 1900 : 324.
- mai 1901 : 325.
- juin 1902 : 325.
- juin 1903 : 323.
- décembre 1905 : 362.
- décembre 1908 : 367 (16 princes du sang, 13 princes, 29 marquis, 17 comtes, 70 vicomtes, 56 barons, 123 nommés par l'empereur et 43 représentants censitaires).

### Réforme de la Chambre des pairs de 1925

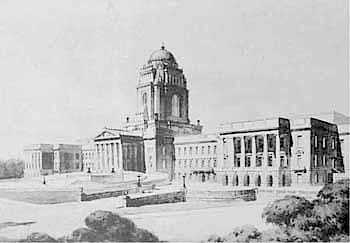
Dessin du troisième et actuel palais de la Diète, inauguré en 1925, vue de l'aile nord qui abrite la Chambre des pairs

Dans le cadre du mouvement démocratique de l'ère Taishō (qui aboutit pour la première fois à l'instauration d'un réel régime parlementaire et qui culmine dans les années 1920 avec notamment l'instauration du suffrage universel masculin), les gouvernements en place tendent à s'appuyer plus sur la Chambre des représentants et à limiter donc l'influence de la Chambre des pairs. C'est dans ce contexte qu'est mise en place, en 1925, la réforme de la chambre, qui comprend surtout :
- l'augmentation de l'âge minimum pour entrer à la chambre des princes et marquis, et celui des votants pour les comtes, vicomtes et barons, de 25 à 30 ans.
- le nombre de représentants des classes inférieures du kazoku est fixé à 150 à raison de : 18 pour les comtes, 66 pour les vicomtes et 66 pour les barons (ceci afin d'empêcher que ceux-ci ne cessent d'augmenter en même temps que le nombre d'aristocrates, qui sont déjà près de 1000).
- l'introduction de 4 nouveaux membres représentants l'Académie impériale (l'équivalent de la Royal Society britannique).
- le collège électoral des représentants censitaires est ouvert à tous ceux payant plus de 300 yens d'impôts nationaux annuels tout en étant également propriétaires de terres, de commerces ou d'industries. L'âge minimum pour ces représentants est monté de 30 à 40 ans. Leur nombre est limité à 1 ou 2 par préfecture, en fonction de la population, et ne peut excéder 66.
- les clauses pénales de la loi électorale jusque-là uniquement appliquées pour les élections de la Chambre des représentants sont étendues à l'élection des représentants censitaires.
- la mesure interdisant que le nombre de membres non héréditaires (censitaires ou nommés) ne peut dépasser celui des aristocrates est supprimé.
- la période d'examen du budget par la chambre haute est ramené au même délai que celui laissé à la chambre basse, à savoir 21 jours.

Ainsi, à partir de 1925 la Chambre des pairs est ainsi composée : 
- Le prince héritier à partir de ses 18 ans.
- Tous les princes impériaux (親王, shinnō?, fils et petits-fils d'empereur) et tous les princes (王, ō?, descendant à plus de deux générations d'un empereur) à partir de l'âge de 20 ans.
- Tous les princes/ducs et marquis à partir de l'âge de 30 ans.
- 150 représentants élus par les comtes (18), vicomtes (66) et barons (66) âgés de 30 ans pour un mandat de 7 ans.
- Des membres additionnels nommés à vie par l'empereur après avoir consulté son Conseil privé, distingués pour leur « érudition » ou pour services rendus. Leur nombre est limité à 125.
- 66 représentants élus dans les préfectures pour 7 ans par une certaine classe censitaire.
- 4 représentants de l'Académie impériale.

Ainsi, la Chambre des pairs comporte à l'ouverture de sa session de décembre 1925 405 membres (20 princes du sang, 15 princes, 31 marquis, 18 comtes, 66 vicomtes, 65 barons, 120 nommés impériaux, 66 représentants censitaire et 4 académiciens).

### Groupes

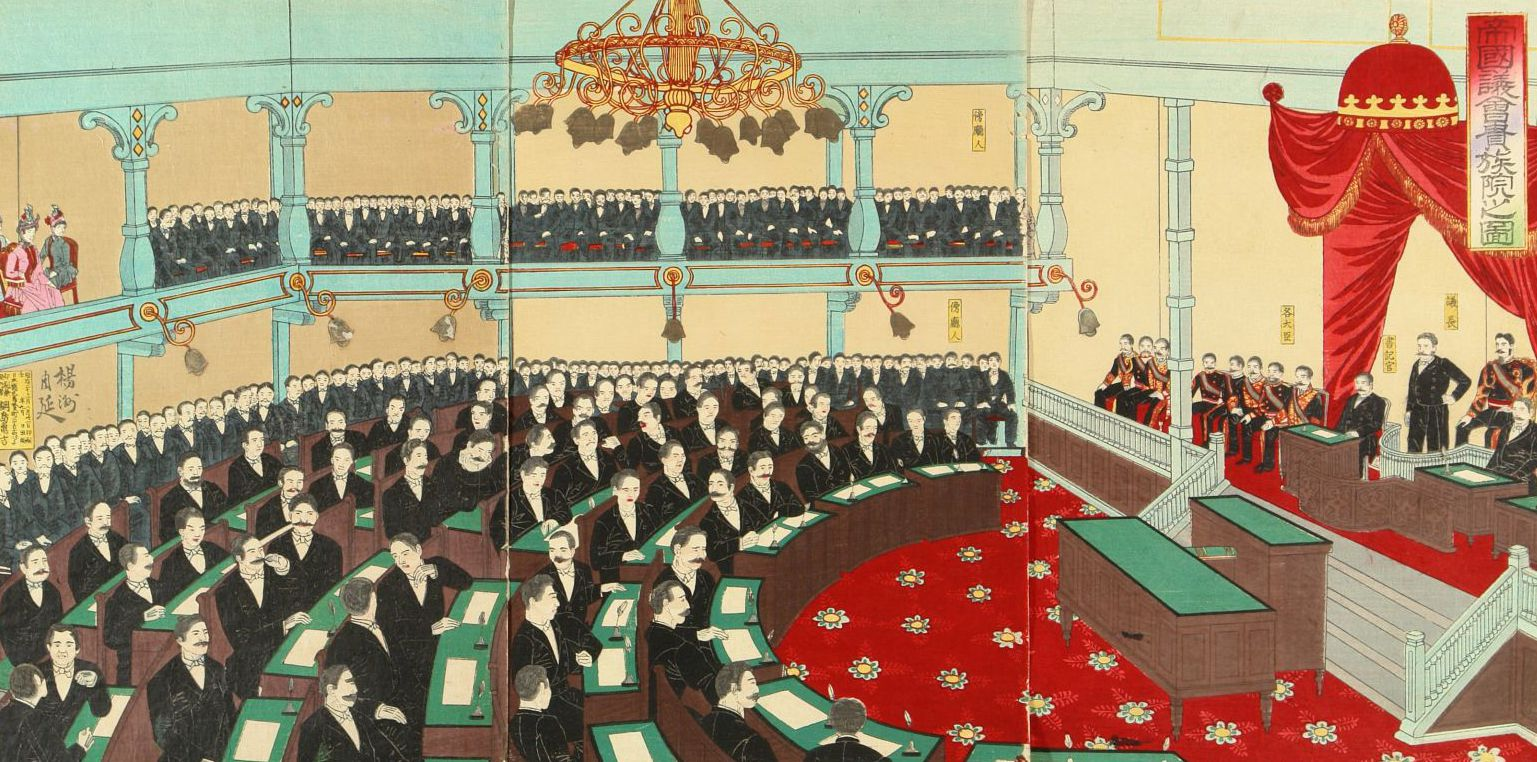
Une séance à la Chambre des pairs en 1889, ukiyo-e par Yōshū Chikanobu

Étant donné le caractère particulier de la composition de la Chambre des pairs, ses membres sont censés être apolitiques et elle ne comporte donc aucun groupe politique. Toutefois, beaucoup de pairs ont été des figures dominantes des différents partis qui se sont succédé au pouvoir durant cette période (on peut citer notamment Hirobumi Itō ou Fumimaro Konoe). 
Mais au-delà de toute composition politique, les pairs se répartissent traditionnellement entre 6 ou 7 clubs, comités ou coteries qui sont en fait essentiellement des regroupements de membres de mêmes rangs, divisés essentiellement au sujet de savoir à qui confier le gouvernement. 

#### Pour ou contre lehanbatsu
Durant l'ère Meiji, et au début de l'ère Taishō, l'opposition se fait autour de savoir s'il faut confier le gouvernement aux « Factions domaniales » aussi appelées « oligarchie de Meiji » (藩閥, hanbatsu, à savoir le partage des responsabilités militaires et civiles par les héritiers des deux anciens grands domaines féodaux rivaux de Chōshū et de Satsuma) ou aux partis politiques de la Chambre des représentants :
- Pro-hanbatsu :
  - la « Société d'Investigation » (Kenkyūkai) : fondée en 1891, il s'agit du plus important groupe de la Chambre des pairs pendant toute son existence, avec une majorité de vicomte mais aussi environ un tiers de marquis, comtes, nommés impériaux ou élus censitaires. Elle est la faction la plus structurée et une véritable machine électorale pour les scrutins censitaires.
  - la « Société du Salon de thé » (Sawakai) : fondée en 1893, elle est surtout composée de nommés impériaux. Quelques-uns de ses membres rejoignent en 1919 la nouvelle « Société de la Justice » (Kōseikai).
  - la « Société de 1897 » (Hinotorikai) : fondée en 1897 par des élus censitaires, rejoint en 1905 le Sawakai.
- Modérés : soutiens du gouvernement et du hanbatsu mais adepte de la négociation et du compromis avec les partis politiques et les clubs critiques envers le hanbatsu : 
  - la « Société du Jeudi » (Mokuyōkai) : fondée en 1898 par le baron Senge Takatomi, dissident du Kenkyūkai, regroupe essentiellement des barons. Elle se réorganise en 1919 pour former la « Société de la Justice » (Kōseikai).
  - la « Faction des Indépendants » (Mushozoku-ha) : créé en 1898 autour d'un noyau de nommés impériaux (essentiellement d'anciens hauts fonctionnaires) qui jusque-là n'appartenaient à aucun groupe et indépendants politiquement, mais qui se sont peu à peu regroupés par leur hostilité à voir le pouvoir revenir aux partis et à la Chambre des représentants mais de manière moins rigide que le Sawakai, lui aussi formé de nommés impériaux. Il perd une bonne partie de ses membres (surtout des comtes) au profit de la nouvelle « Société de la Justice » (Kōseikai) en 1919, et se dissout quelques mois plus tard, ses derniers membres rejoignant la « Société de la Croissance partagée » (Dōseikai).
- Anti-hanbatsu :
  - la « Société des Trois jours » (Sanyōkai) : fondée en 1891, et composée surtout de vicomtes, barons et élus censitaires, mais dirigée par des aristocrates de haut rang dont le prince Konoe Atsumaro. Il critique le gouvernement du hambatsu dès qu'il le peut, surtout en matière diplomatique, lui reprochant de donner trop de concessions aux puissances occidentales et de ne pas assez favoriser la mise en place de relations amicales avec ses voisins asiatiques. Il soutient l'indépendance de la Corée et est anti-russe et anti-militariste. Ayant toujours dédaigné d'avoir recours aux stratégies électorales du Kenkyūkai, elle n'a jamais pu se poser en réelle alternative à cette dernière à la Chambre et disparaît en 1899.
  - la « Société de discussion amicale » (Konwakai) : apparue vers 1892, avec surtout des nommés impériaux, des élus censitaires et des vicomtes, son principal personnage étant le vicomte Tani Tateki. Ce dernier a notamment quitté l'armée en signe de protestation contre son contrôle par les anciens clans de Chōshū et de Satsuma. Ce groupe se veut le défenseur du monde rural, et défend comme le Sanyōkai une forme de nationalisme anti-militariste hostile à l'influence des puissances occidentales (et de ce fait s'oppose aux partis politiques libéraux inspirés par les modèles politiques comme le Royaume-Uni, les États-Unis ou la France) et favorable à un rapprochement avec la Chine, mais est moins anti-russe que ce dernier. Marqué par un fort esprit de discipline idéologique et par un discours agrarien qui séduit lors des élections censitaires, cela lui permet de concurrencer pendant un temps le Kenkyūkai. Il se dissout toutefois en 1900.
  - le « Club de l'Aube » (Asahi Kurabu) : fondée en 1898 par des élus censitaires n'ayant pas rejoint le Hinotorikai car hostiles au hambatsu. Elle est rejointe progressivement par des membres des deux précédents clubs, et devient le cœur du Doyōkai.
  - la « Société du Samedi » (Doyōkai) : regroupe à partir de 1901 le Konwakai, l’Asahi Club et certains anciens membres du Sanyōkai dont surtout le prince Konoe, et d'autres membres de la Chambre des conseillers. Il n'aura toutefois jamais la force qu'ont pu avoir à un moment donné les précédentes factions d'opposition au hambatsu, surtout avec la disparition progressive de ses meneurs charismatiques : Konoe en 1904, Tani en 1911. Bien que ses dirigeants soient de la kazoku, il comprend surtout des nommés impériaux et des élus censitaires. Il perd une bonne partie de ses membres (surtout des comtes) au profit de la nouvelle « Société de la Justice » (Kōseikai) en 1919, et se dissout quelques mois plus tard, ses derniers membres rejoignant la « Société de la Croissance partagée » (Dōseikai).
- Non inscrits ou Indépendants : essentiellement les aristocrates de haut rang (princes, marquis, princes de sang) mais aussi des nommés impériaux. Largement majoritaires jusqu'à la fin des années 1890, leur nombre décroit tandis que plusieurs de ses membres, surtout des nommés impériaux, prennent parti, avec notamment la création en 1898 du Mushozoku-ha. Ce sont généralement des absentéistes chroniques, surtout les hauts aristocrates.

#### En fonction du bipartisme de la Chambre basse
À partir des années 1910, la Chambre des pairs est gagnée par le clivage partisan qui prévaut à la Chambre des représentants, et ses membres se distinguent désormais entre partisans (ou opposants) de l'un des deux grands partis qui se disputent le pouvoir : le conservateur social, pro-bureaucratie et nationaliste Rikken Seiyūkai, et le plus libéral au sens politique et économique du terme ainsi que partisan d'une diplomatie moins agressive Kenseikai puis son successeur le Rikken Minseitō. On peut ainsi citer :
- les pro-Kenseikai (puis Minseitō) et anti-Seiyūkai :
  - la « Société du Salon de thé » (Sawakai) jusqu'à sa dissolution en 1928, la plupart de ses membres rejoignant la « Société de la Paix partagée » (Dōwakai).
  - la « Société de la Justice » (Kōseikai) : formée en juin 1919 sur la base du Mokuyōkai, elle absorbe aussi des éléments du Sawakai, du Mushozoku-ha et du Doyōkai. Il est surtout composé de barons.
  - la « Société de la Croissance partagée » (Dōseikai) : formée en novembre 1919 et clairement affiliée au Kenseikai puis Minseitō, il regroupe ce qui reste du Mushozoku-ha et du Doyōkai. Il est surtout composé de nommés impériaux et d'élus censitaires.
  - la « Société de la Paix partagée » (Dōwakai) : continuation en 1928 du Sawakai, surtout composé de nommés impériaux, il soutient clairement le Minseitō.
- les pro-Seiyūkai et anti-Kenseikai (puis Minseitō) : 
  - la « Société d'Investigation » (Kenkyūkai) : le plus fort soutien du Seiyūkai à la Chambre des pairs.
  - le « Club des Amis » (Kōyū Kurabu) : fondé en 1912 essentiellement par des nommés impériaux, mais aussi deux figures politiques : les princes Hirobumi Itō et Kinmochi Saionji. Ils sont clairement affiliés au Seiyūkai.
- neutre : pour un pouvoir impérial transcendant le jeu des partis :
  - la « Société du mardi » (Kayōkai) : fondée en 1927 par des ducs et marquis dissidents du Kenkyūkai, emmenés par le prince Fumimaro Konoe. Bien que l'une des plus petites tendances de la Chambre, son prestige est grand, et Fumimaro Konoe est président de la Chambre des Pairs de 1933 à 1937 et Premier ministre de 1937 à 1939 et de 1940 à 1941.

### Présidents

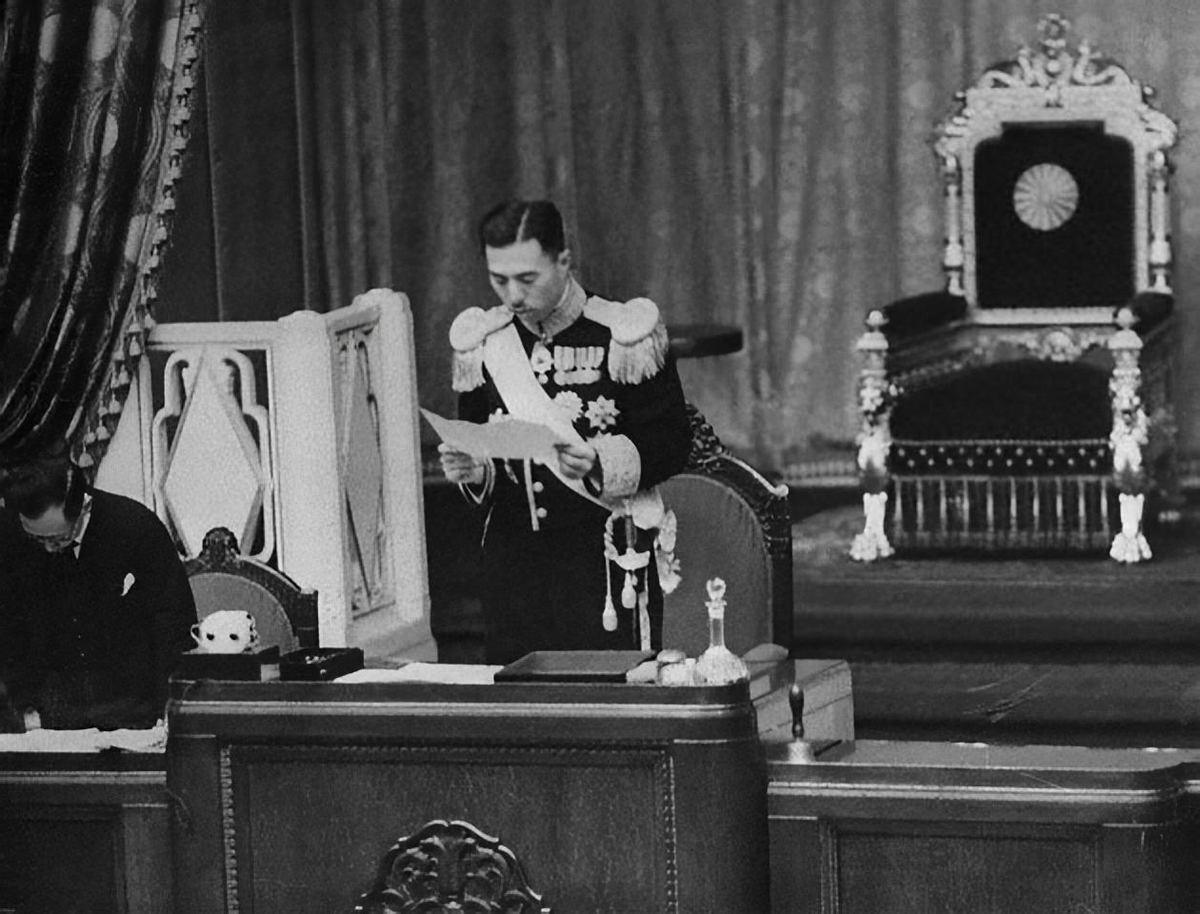
Le duc Fumimaro Konoe, président de la Chambre des pairs, au « perchoir » de cette assemblée en 1936

|   | Nom                 | Titre             | Mandat                            | Sessions |
| - | ------------------- | ----------------- | --------------------------------- | -------- |
| 1 | Hirobumi Itō        | Comte (Hakushaku) | 24 octobre 1890 – 20 juillet 1891 | 1        |
| 2 | Hachisuka Mochiaki  | Marquis (Kōshaku) | 20 juillet 1891 – 3 octobre 1896  | 2–9      |
| 3 | Konoe Atsumaro      | Duc (Kōshaku)     | 3 octobre 1896 – 4 décembre 1903  | 10–18    |
| 4 | Tokugawa Iesato     | Duc (Kōshaku)     | 4 décembre 1903 – 9 juin 1933     | 19–64    |
| 5 | Fumimaro Konoe      | Duc (Kōshaku)     | 9 juin 1933 – 17 juin 1937        | 65–70    |
| 6 | Yorinaga Matsudaira | Comte (Hakushaku) | 17 juin 1937 – 11 octobre 1944    | 71–85    |
| 7 | Kuniyuki Tokugawa   | Duc (Kōshaku)     | 11 octobre 1944 – 19 juin 1946    | 86–89    |
| 8 | Iemasa Tokugawa     | Duc (Kōshaku)     | 19 juin 1946 – 2 mai 1947         | 90-92    |

## Compétences, pouvoirs et influence
Techniquement, l'ensemble du pouvoir législatif est détenu par la Diète impériale et donc également réparti entre les deux chambres, aucun n'ayant préséance ou autorité sur l'autre, à l'exception du fait que la Chambre des représentants à la priorité pour l'examen du budget. 
Mais dans la pratique, la Chambre des pairs bénéficie d'un prestige, d'un poids moral et d'une nette influence qui ne se trouve affaiblie que durant la phase démocratique des années 1920, et plus particulièrement après sa réforme de 1925. En effet, elle ne peut être dissoute contrairement à la Chambre des représentants, et est donc source de stabilité pour de nombreux gouvernements. Ainsi, jusqu'en 1918, tous les Premiers ministres étaient issus de la pairie. De plus, c'est dans la salle de séance de la Chambre des pairs que se réunissent les réunions communes aux deux chambres, notamment pour l'ouverture ou la fermeture des sessions en présence de l'empereur.